# Endrosa radiata
Endrosa radiata là một loài bướm đêm thuộc phân họ Arctiinae, họ Erebidae.